# Marco Lorenzi (atleta)
Marco Lorenzi (Trento, 20 giugno 1993) è un velocista italiano.

## Biografia
Ha iniziato a praticare l'atletica leggera quando frequentava la terza media per essere indirizzato verso la velocità prolungata quando militava nella categoria cadetti. Nel 2010 ha fatto registrare la migliore prestazione italiana allievi nei 400 metri piani con il tempo di 47"05 durante i Trials europei per i primi Giochi olimpici giovanili, abbassando di 31 centesimi la precedente prestazione di Donato Sabia del 1980.
Nel 2011 è stato campione europeo juniores della staffetta 4×400 metri, mentre nel 2013 ha conquistato la medaglia di bronzo nella medesima specialità ai campionati europei under 23 di Tampere.
A livello nazionale ha al suo attivo cinque medaglie d'oro nella staffetta 4×400 metri, una nei 400 metri piani e due nella staffetta 4×1 giro al coperto.

## Record nazionali

### Allievi
- 400 metri piani: 47"05 ( Mosca, 23 maggio 2010)
- Staffetta 4×400 metri: 3'13"58 ( Pergine Valsugana, 10 luglio 2010), con Vito Incantalupo, Michele Tricca e Davide Re

### Promesse
- Staffetta 4×1 giro indoor: 1'27"13 ( Ancona, 17 febbraio 2013), con Lorenzo Valentini, Michele Tricca e Francesco Patano

## Progressione

### 400 metri piani
| Stagione | Tempo | Luogo            | Data      | Rank. Mond. |
| -------- | ----- | ---------------- | --------- | ----------- |
| 2018     | 47"19 | Orvieto          | 17-6-2018 | 706°        |
| 2017     | 46"48 | Nembro           | 7-7-2017  | 294°        |
| 2016     | 47"00 | Modena           | 26-5-2016 | 551°        |
| 2015     | 47"03 | Velenje          | 1-7-2015  | 546°        |
| 2014     | 47"09 | Rieti            | 28-6-2014 | 567°        |
| 2013     | 46"68 | Milano           | 28-7-2013 | 331°        |
| 2012     | 46"95 | Misano Adriatico | 16-6-2012 | 494°        |
| 2011     | 46"39 | Bressanone       | 18-6-2011 | 200°        |
| 2010     | 47"05 | Mosca            | 23-5-2010 | 463°        |
| 2009     | 49"99 | Trento           | 16-5-2009 | –           |
| 2008     | 51"67 | Bressanone       | 11-5-2008 | –           |

## Palmarès
| Anno | Manifestazione                           | Sede       | Evento            | Risultato  | Prestazione | Note                                     |
| ---- | ---------------------------------------- | ---------- | ----------------- | ---------- | ----------- | ---------------------------------------- |
| 2010 | Trials europei Giochi olimpici giovanili | Mosca      | 400 m piani       | Argento    | 47"05       | Miglior prestazione personale            |
| 2010 | Giochi olimpici giovanili                | Singapore  | 400 m piani       | Finale B   | 48"31       |                                          |
| 2010 | Giochi olimpici giovanili                | Singapore  | Staffetta svedese | Argento    | 1'52"11     | [ 1 ]                                    |
| 2011 | Europei juniores                         | Tallinn    | 400 m piani       | 4º         | 46"42       |                                          |
| 2011 | Europei juniores                         | Tallinn    | 4×400 m           | Oro        | 3'06"46     | Miglior prestazione nazionale under 20   |
| 2012 | Mondiali juniores                        | Barcellona | 400 m piani       | Semifinale | 47"25       |                                          |
| 2012 | Mondiali juniores                        | Barcellona | 4×400 m           | Finlale    | dq          |                                          |
| 2013 | Europei under 23                         | Tampere    | 400 m piani       | Batteria   | 46"98       |                                          |
| 2013 | Europei under 23                         | Tampere    | 4×400 m           | Bronzo     | 3'05"10     |                                          |
| 2013 | Mondiali                                 | Mosca      | 4×400 m           | Batteria   | 3'03"88     | Miglior prestazione personale stagionale |
| 2017 | Europei indoor                           | Belgrado   | 400 m piani       | Batteria   | 48"10       |                                          |

## Campionati nazionali
- 5 volte campione italiano assoluto della staffetta 4×400 metri (dal 2013 al 2017)
- 1 volta campione italiano assoluto dei 400 metri piani indoor (2017)
- 2 volte campione italiano assoluto della staffetta 4×1 giro indoor (2013, 2017)

2012
- Argento ai campionati italiani juniores, 400 metri piani - 46"95

2013
- Oro ai campionati italiani assoluti di atletica leggera indoor, staffetta 4×1 giro - 1'27"13  (con Lorenzo Valentini, Michele Tricca e Francesco Patano)
- Argento ai campionati italiani assoluti di atletica leggera, 400 metri piani - 46"68
- Oro ai campionati italiani assoluti di atletica leggera, staffetta 4×400 metri - 3'10"55 (con Michele Tricca, Lorenzo Valentini e Andrea Barberi)

2014
- Oro ai campionati italiani assoluti di atletica leggera, staffetta 4×400 metri - 3'08"81 (con Leonardo Capotosti, Michele Tricca e Lorenzo Valentini)

2015
- Oro ai campionati italiani assoluti di atletica leggera, staffetta 4×400 metri - 3'10"45 (con Michele Tricca, Lorenzo Valentini e Davide Re)

2016
- Argento ai campionati italiani assoluti di atletica leggera, staffetta 4×100 metri - 40"45 (con Fabio Cerutti, Fausto Desalu e Filippo Tortu)
- Oro ai campionati italiani assoluti di atletica leggera, staffetta 4×400 metri - 3'06"11 (con Davide Re, Michele Tricca e Lorenzo Valentini)

2017
- Oro ai campionati italiani assoluti di atletica leggera indoor, 400 metri piani - 47"17
- Oro ai campionati italiani assoluti di atletica leggera indoor, staffetta 4×1 giro - 1'27"78 (con Michele Tricca, Davide Re e Diego Marani)
- Bronzo ai campionati italiani assoluti di atletica leggera, 400 metri piani - 46"57
- Oro ai campionati italiani assoluti di atletica leggera, staffetta 4×400 metri - 3'06"90 (con Michele Tricca, Lorenzo Valentini e Davide Re)